# Nyker Sogn
Nyker Sogn 
ist eine Kirchspielsgemeinde (dän.: Sogn)
auf der dänischen Insel Bornholm.
Bis 1970 gehörte sie zur Harde Bornholms Vester Herred im damaligen Bornholms Amt, danach mit dem Wegfall der Hardenstruktur zur Rønne Kommune im unveränderten Bornholms Amt, die wiederum zum Januar 2003 in der Bornholms Regionskommune aufgegangen ist. Die Regionskommune war zunächst – wie Kopenhagen und Frederiksberg – amtsfrei, also direkt dem Staat unterstellt, und wurde dann mit der Kommunalreform zum 1. Januar 2007 der Region Hovedstaden zugeordnet.

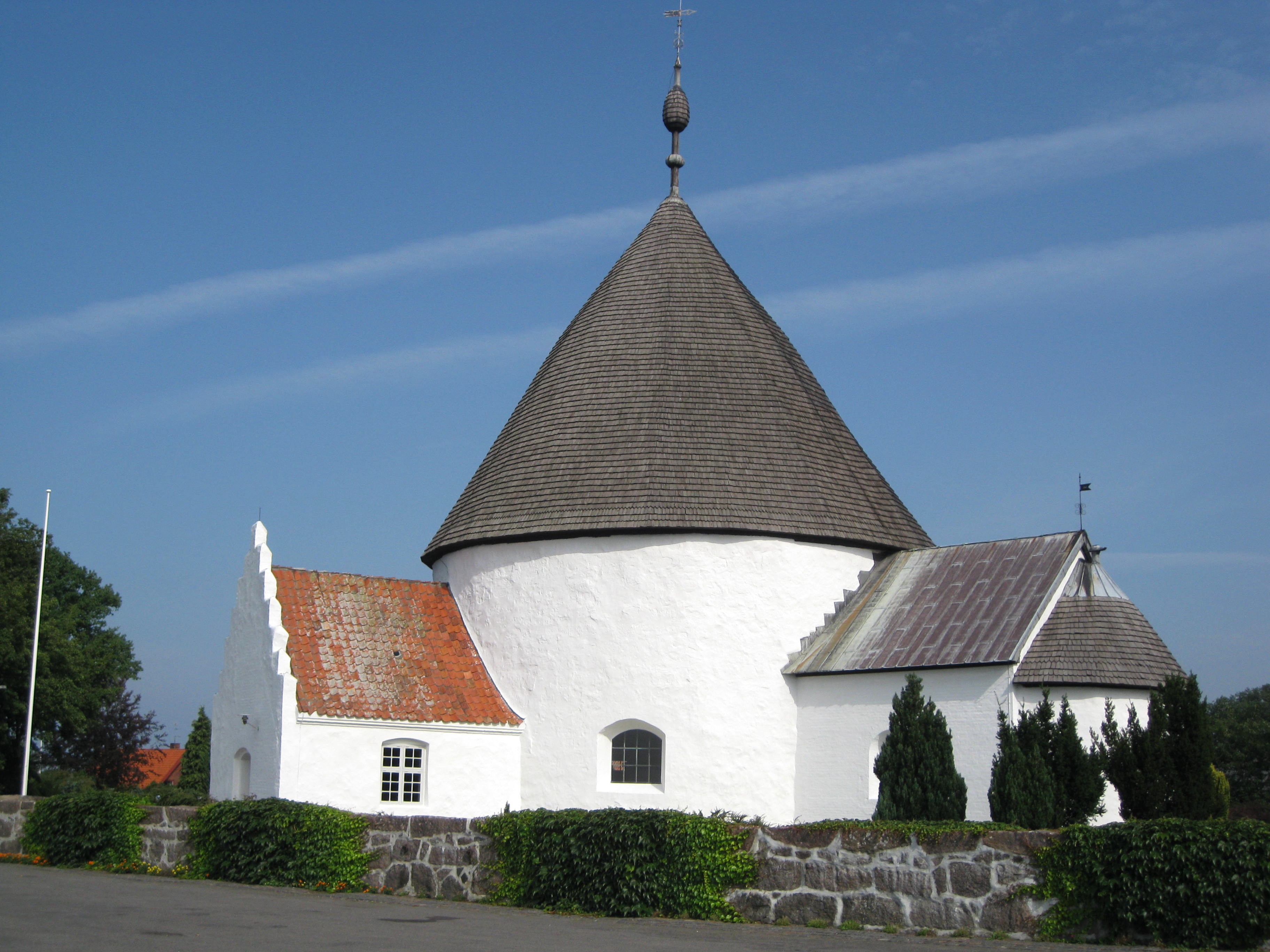
Ny Kirke

Im Kirchspiel leben 1607 Einwohner, davon 712 im Kirchdorf Nyker (Stand: 1. Januar 2023).
Im Kirchspiel liegt die Kirche „Ny Kirke“ (dt.: Neue Kirche).
Nachbargemeinden sind im Norden Hasle Sogn, im Nordosten Klemensker Sogn, im Südosten Vestermarie Sogn und im Süden Knudsker Sogn.